# Walter Riml
 (janvier 2025).
Walter Riml, né le 23 septembre 1905 à Innsbruck (alors en Autriche-Hongrie) et mort le 21 juin 1994  à Steinach am Brenner (Autriche), est un cadreur et acteur autrichien de cinéma.

## Liminaire
Hans Schneeberger, Sepp Allgeier, Albert Benitz, Walter Riml et Richard Angst sont des cinéastes, pionniers de la prise de vue en montagne, qui firent partie de la Freiburger Berg-und Sportfilm GmbH, une société de production cinématographique spécialisée dans le tournage de films de montagne et de sports, fondée le 8 mai 1920 par Arnold Fanck et Odo Deodatus Tauern (de) à Fribourg-en-Brisgau.

## Biographie
Walter Riml est le photographe du fameux portrait de Leni Riefenstahl pris lors du tournage de son premier film La Lumière bleue (1932) où elle interprétait Junte. Riml travaillait sur ce film en tant que deuxième cameraman.
Il vit à Berlin depuis le début des années 1930 et ce jusqu'à la fin de la guerre. Il est l'un des cadreurs d'Arnold Fanck, le pionnier du film de montagne allemand. Riml a joué comme acteur dans plusieurs comédies de ski comme L'Ivresse blanche et SOS Iceberg (tourné en grande partie au Groenland). Au Japon, il filme en 1937 La Fille du samouraï.
En 1962, il est engagé par John Sturges dans la deuxième unité d'opérateurs de prise de vue pour La Grande Évasion (The Great Escape) et, en 1969, pour Au service secret de Sa Majesté dans l'unité de tournage en montagne en Suisse).
Comme cadreur, il a œuvré dans plus de cent films.

## Filmographie

### En tant que cadreur
- 1932 : La Lumière bleue (deuxième cadreur - photographe)
- 1935 : Le Triomphe de la volonté
- 1938 : Le Défi
- 1943 : Josef Thorak, Werkstatt und Werk
- 1944 : Arno Breker

### En tant qu'acteur
- 1931 : L'Ivresse blanche : Walter
- 1933 : SOS Iceberg